# حور هجين
حور هجين (الاسم العلمي:Populus hybrida) هو نوع هجين من النباتات يتبع جنس الحور من الفصيلة الصفصافية.